# Agernspætte
Agernspætten (latin: Melanerpes formicivorus) er en spætte i ordenen af spættefugle. De lever i skovområder med egetræer fra det sydlige USA til Colombia. Som navnet antyder, er agern deres primære føde.